# Havets hjältar
Havets hjältar (engelska: Captains Courageous) är en amerikansk äventyrsfilm från 1937, i regi av Victor Fleming. Huvudrollen, den portugisiske fiskaren Manuel, spelas av Spencer Tracy, som tilldelades en Oscar för rollen. Filmen bygger på en roman med samma namn av Rudyard Kipling och utspelas i början av 1900-talet bland storsjöfiskarna på fiskebankarna utanför nordöstra USA.

## Rollista i urval
- Freddie Bartholomew – Harvey Cheyne
- Spencer Tracy – Manuel Fidello
- Lionel Barrymore – kapten Disko Troop
- Melvyn Douglas – Frank Burton Cheyne
- Charley Grapewin – farbror Salters
- Mickey Rooney – Dan Troop
- John Carradine – "Long Jack"
- Oscar O'Shea – kapten Walt Cushman
- Jack La Rue – präst
- Walter Kingsford – Dr. Finley
- Donald Briggs – Bob Tyler
- Sam McDaniel – "Doc"
- Bill Burrud – Charles Jamison
- Gladden James – sekreterare Cobb
- Frank Sully – taxichaufför
- Billy Gilbert – soda steward